# تحالف نواب الشعب
تحالف نواب الشعب هو تحالف انتخابي سابق في مصر. أنشأ أعضاء التحالف حزب إحنا الشعب. تم تشكيل الائتلاف من قبل أعضاء سابقين في الحزب الوطني الديمقراطي.
صرح جمال عبد المقصود، الذي ترشح كمستقل وفاز في الانتخابات البرلمانية لعام 2000 والانتخابات البرلمانية لعام 2005، أن التحالف يضم 190 مرشحًا كانوا على استعداد لخوض الانتخابات البرلمانية المقبلة. كان التحالف ينوي الترشح للأحزاب السياسية غير الدينية. وكان التحالف يدرس ما إذا كان سينضم إلى حزب المؤتمر أو التيار الشعبي أو تحالف الأمة المصرية أو التيار الوطني المصري في إطار ائتلاف انتخابي. وأكدت وثيقة موقعة من أعضاء بارزين في تحالف نواب الشعب أنه لا ينبغي استبعاد أحد من المشهد السياسي المصري. يحظر الدستور الذي تم إقراره في ديسمبر 2012 على الأعضاء السابقين في الحزب الوطني الديمقراطي المشاركة في أي «أنشطة سياسية». تم تحديد الأعضاء السابقين في الحزب الوطني الديمقراطي على أنهم «أولئك الذين كانوا في 25 يناير 2011 أعضاء في الأمانة العامة للحزب الوطني أو لجنة السياسات التابعة له أو مكتبه التنفيذي السياسي أو أعضاء سابقين في البرلمان (المجلسين) في الموسمين البرلمانيين قبل الثورة». وصرح عضو جبهة الإنقاذ الوطني، عصام شيحة، أن المادة تنطبق فقط على بضع مئات من الأعضاء، مع ما يقرب من ألف عضو محظور من أصل 2 مليون كانوا جزءًا من المجالس المحلية أو جزء من مكاتب الحزب الوطني. ألغت مسودة دستور 2014 الحظر المفروض على أعضاء الحزب الوطني الديمقراطي.